# Fortezza Pisana
(Giovanni Vincenzo Coresi Del Bruno, Zibaldone di memorie, Biblioteca Marucelliana di Firenze, C, 29, 1729)
La Fortezza di Marciana è un'antica fortificazione edificata a difesa dell'abitato di Marciana, nell'isola d'Elba.

## Descrizione
La struttura della fortezza, ubicata a 415 metri di altitudine, è a pianta quadrangolare con ai lati quattro bastioni. Il grande cortile interno, un quadrilatero di circa 16 x 16 m, è stato restaurato nel 1991 e durante la stagione estiva ospita spettacoli, incontri culturali ed eventi di vario genere. 
Il bastione meridionale era originariamente destinato ad ospitare il deposito delle munizioni (santabarbara), mentre sul lato settentrionale del cortile si trovava una fonte d'acqua che, grazie a una condotta sotterranea proveniente dal vicino Fosso della Giunca, garantiva un costante approvvigionamento idrico in caso di assedio.
La passeggiata sulle mura, discretamente conservate, permette di ammirare un magnifico panorama su tutto il territorio che circonda Marciana, dal golfo di Marciana Marina al complesso del Monte Capanne, che si trova alle spalle della fortezza. All'interno dell'ampio cortile ha trovato collocazione un dolium di grandi dimensioni, rinvenuto negli scavi del villaggio fortificato etrusco di Monte Castello.

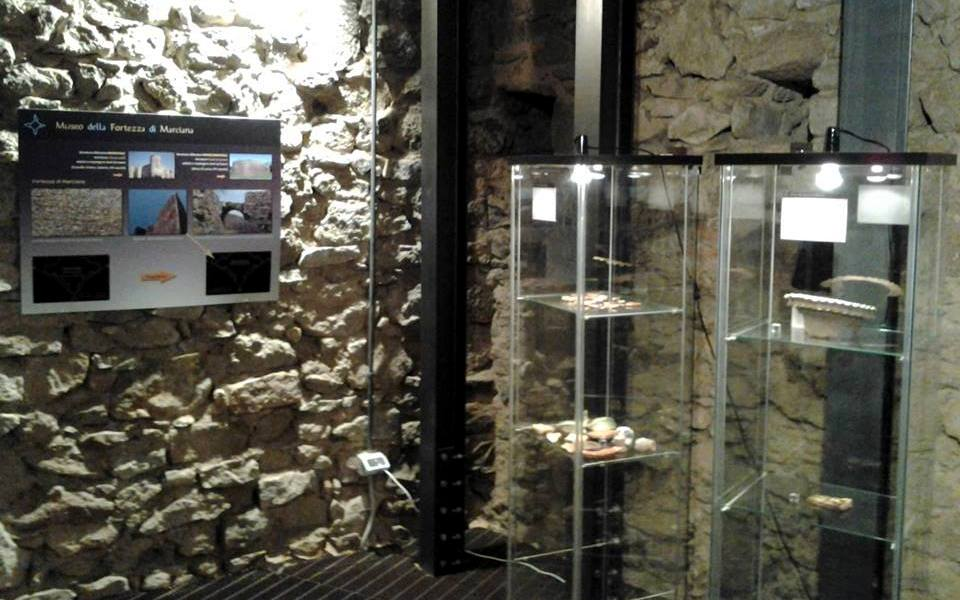
Una sala del Museo della fortezza

## Storia
La fortezza fu verosimilmente costruita dalla Repubblica di Pisa nel XII secolo a difesa del territorio di Marciana: gli abitanti della zona vi trovavano rifugio durante gli attacchi nemici, specialmente in occasione delle incursioni piratesche saracene molto frequenti all'epoca. Con il declino della potenza pisana, passò di mano e venne rinforzata, probabilmente tra il 1450 e il 1457, dalla famiglia Appiano, Signori di Piombino, che proprio in virtù della sicurezza rappresentata dalla fortezza e della sua posizione, scelsero Marciana come luogo di rappresentanza dei loro interessi nel versante occidentale dell'Elba. La struttura, nel 1560, subì opere di restauro e potenziamento da parte della stessa comunità di Marciana, come testimoniato da registri dell'epoca: «...in tutti i luoghi dove si lavora per le fortezze che si fanno, le donne vadano tutte senza differenza a portare acqua e sassi et tutto quanto si bisogna». Nei secoli successivi, perduta la sua funzione difensiva, la fortezza venne utilizzata come ricovero per capre: «Sullo sterrato ampio del cortile un seminìo di pillole fabbricate dalle duecento o più capre che vi albergano la notte».

## Museo della Fortezza
Il Museo della Fortezza, inaugurato nel luglio 2013, è distribuito all'interno dei due bastioni frontali all'ingresso della corte interna. 
Nel bastione di sinistra sono esposte le riproduzioni di armi da taglio medievali e rinascimentali, insieme a documentazioni della falconeria.
Nel bastione di destra sono esposti reperti archeologici rinvenuti all'interno della fortezza (frammenti di vasellame in maiolica di Lucca, Montelupo e Savona) datati dal XIV al XIX secolo, insieme a notizie storiche su Marciana e sulla fortezza. Chiude l'esposizione un pannello sulla marineria e la flotta navale della Repubblica di Pisa.